# Styrax annamensis
Styrax annamensis är en storaxväxtart som beskrevs av André Guillaumin. Styrax annamensis ingår i släktet Styrax och familjen storaxväxter. Inga underarter finns listade i Catalogue of Life.